# Kwonkan anatolion
Espèce
Kwonkan anatolion est une espèce d'araignées mygalomorphes de la famille des Anamidae.

## Distribution
Cette espèce est endémique d'Australie-Méridionale. Elle se rencontre vers Penong.

## Description
La carapace de la femelle holotype mesure 6,1 mm de long sur 4,7 mm.

## Publication originale
- Main, 1983 : Further studies on the systematics of Australian Diplurinae (Chelicerata: Mygalomorphae: Dipluridae): two new genera from south western Australia. Journal of Natural History, vol. 17, no 6, p. 923-949.